# Seznam manželek thurn-taxiských vládců
Toto je seznam manželek hlav rodu Taxisů a Thurn-Taxisů.

## Baronky a hraběnky z Taxisu
| Obrázek | jméno                                  | otec                                                                      | narození        | sňatek          | začátek                                  | konec                            | úmrtí              | manžel                         |
| ------- | -------------------------------------- | ------------------------------------------------------------------------- | --------------- | --------------- | ---------------------------------------- | -------------------------------- | ------------------ | ------------------------------ |
|         | Jenovéfa z Taxisu                      | Serafín II. z Taxisu (Taxisové)                                           | ?               | 8. října 1584   | 5. května 1612 nástup manžela do úřadu   | 7. července 1624 úmrtí manžela   | po 14. lednu 1628  | Lamoral I.                     |
|         | Alexandrina z Rye-Varaxu               | Filibert Bar z Balançon-Varaxu                                            | 1. srpna 1589   | 31. ledna 1616  | 7. července 1624 nástup manžela do úřadu | 23. května 1628 úmrtí manžela    | 26. prosince 1666  | Linhart II.                    |
|         | Anna z Horne                           | Filip Lamoral, hrabě z Horne a Houtekerke (Horneové)                      | 20. března 1629 | 6. února 1650   | 6. února 1650                            | 13. září 1676 úmrtí manžela      | 25. června 1693    | Lamoral II. Klaudius František |
|         | Anna Adéla z Fürstenberg-Heiligenbergu | Heřman Egon, hrabě z Fürstenberg-Heiligenbergu (Fürstenberg-Heiligenberg) | 16. ledna 1659  | 24. března 1678 | 24. března 1678                          | 1695 manžel získal knížecí titul | 13. listopadu 1701 | Evžen Alexandr František       |

## Kněžny z Thurnu a Taxisu
| Obrázek    | jméno                                                | otec                                                                                                | narození           | sňatek             | kněžnou od                        | kněžnou do                       | úmrtí              | manžel                   |
| ---------- | ---------------------------------------------------- | --------------------------------------------------------------------------------------------------- | ------------------ | ------------------ | --------------------------------- | -------------------------------- | ------------------ | ------------------------ |
|            | Anna Adéla z Fürstenberg-Heiligenbergu               | Heřman Egon, hrabě z Fürstenberg-Heiligenbergu (Fürstenberg-Heiligenbergové)                        | 16. ledna 1659     | 24. března 1678    | 1695 manžel získal knížecí titul  | 13. listopadu 1701               | 13. listopadu 1701 | Evžen Alexandr František |
|            | Anna Augusta z Hohenlohe-Waldenburg-Schillingsfürstu | Ludvík Gustav, hrabě z Hohenlohe-Waldenburg-Schillingsfürstu (Hohenlohe-Waldenburg-Schillingsfürst) | 11. listopadu 1675 | 21. listopadu 1703 | 21. listopadu 1703                | 21. září 1711                    | 21. září 1711      | Evžen Alexandr František |
|            | Marie Ludovika Anna z Lobkovic                       | Ferdinand August Leopold, kníže z Lobkovic, vévoda zaháňský (Lobkovicové)                           | 20. října 1683     | 10. ledna 1703     | 21. února 1714 nástup manžela     | 8. listopadu 1739 úmrtí manžela  | 20. ledna 1750     | Anselm František         |
|            | Šarlota Luisa Lotrinská                              | Ludvík Lotrinský, kníže z Lambescu (Lotrinští)                                                      | 22. července 1722  | 22. března 1745    | 22. března 1745                   | 6. ledna 1747                    | 6. ledna 1747      | Alexandr Ferdinand       |
|            | Marie Henrieta Josefa z Fürstenberg-Stühlingenu      | Josef Vilém Arnošt, kníže z Fürstenberg-Stühlingenu (Fürstenberg-Stühlingenští)                     | 31. března 1732    | 21. září 1750      | 21. září 1750                     | 4. června 1772                   | 4. června 1772     | Alexandr Ferdinand       |
|            | Augusta Alžběta Württemberská                        | Karel Alexandr, vévoda Württemberský (Württemberkové)                                               | 30. října 1734     | 3. září 1753       | 17. března 1773 nástup manžela    | 1776 rozvod                      | 4. června 1787     | Karel Anselm             |
|            | Tereza Meklenbursko-Střelická                        | Karel II., vévoda Meklenbursko-Střelický (Meklenbursko-Střeličtí)                                   | 5. dubna 1773      | 25. května 1789    | 13. listopadu 1805 nástup manžela | 15. července 1827 úmrtí manžela  | 12. února 1839     | Karel Alexandr           |
|            | Vilemína z Dörnbergu                                 | Arnošt, baron z Dörnbergu (Dörnbergové)                                                             | 6. března 1803     | 24. srpna 1828     | 24. srpna 1828                    | 14. května 1835                  | 14. května 1835    | Maxmilián Karel          |
|            | Matylda Žofie z Oettingen-Spielbergu                 | Jan Alois III., kníže z Oettingen-Oettingen a Oettingen-Spielbergu (Oettingen-Spielbergové)         | 9. února 1816      | 24. ledna 1839     | 24. ledna 1839                    | 10. listopadu 1871 úmrtí manžela | 20. ledna 1886     | Maxmilián Karel          |
|            | Markéta Klementina Rakouská                          | Josef Karel Ludvík Habsbursko-Lotrinský (lotrinští Habsburkové)                                     | 6. července 1870   | 15. července 1890  | 15. července 1890                 | 22. ledna 1952 úmrtí manžela     | 2. května 1955     | Albert I.                |
|            | Isabela Marie z Braganzy                             | Michael Január, vévoda z Braganzy (Braganzové)                                                      | 19. listopadu 1894 | 23. listopadu 1920 | 22. ledna 1952 nástup manžela     | 12. ledna 1970                   | 12. ledna 1970     | František Josef          |
|            | Gloria Schönbursko-Hluchovská z Waldenburgu          | Jáchym, hrabě ze Schönburg-Glauchau (Schönburg-Glauchau)                                            | 23. února 1960     | 31. května 1980    | 26. dubna 1982 nástup manžela     | 14. prosince 1990 úmrtí manžela  | žijící             | Johannes                 |
| neobsazeno |                                                      | |                    |                    |                                   |                                  |                    |                          |